# Dieylani Fall
Abdou Khadre Dieylani Fall (Thiès, 30 novembre 1989) è un calciatore senegalese, attaccante del Mbour Petite-Côte.

## Palmarès

### Club

#### Competizioni nazionali
- Campionato senegalese: 2

Diaraf: 2010, 2018
- Campionato marocchino: 1

Wydad Casablanca: 2014-2015